# La mia vita a quattro zampe
La mia vita a quattro zampe (Mitt liv som hund) è un film del 1985 diretto da Lasse Hallström, basato su un romanzo di Reidar Jönsson. La pellicola vede personaggi interpretati da Anton Glanzelius, Melinda Kinnaman e Tomas von Brömssen.

## Trama
Il vivace dodicenne Ingemar si mette continuamente in ogni tipo di guai, facendo diventare matta la madre, gravemente malata all'insaputa dei figli. Quando lui e il fratello maggiore diventano troppo pesanti per lei, vengono separati e mandati a vivere con i parenti. Ingemar si trasferisce dallo zio materno Gunnar e sua moglie Ulla in un piccolo villaggio rurale in Småland. Qui incontra Saga, una ragazzina sicura di sé che si comporta da maschiaccio; la ragazza si innamora di lui e lo dimostra battendolo in un incontro di boxe. Tra gli eccentrici residenti, ci sono Fransson, un uomo che aggiusta continuamente il tetto di casa sua, e il signor Arvidsson, un vecchio che vive al piano di sotto e che si fa leggere da Ingemar un catalogo di lingerie.
In seguito Ingemar torna dalla sua famiglia, ma ben presto sua madre peggiora e viene ricoverata in ospedale. Lui e suo fratello vanno a stare con lo zio Sandberg in città, ma sua moglie pensa che il ragazzo sia pazzo. Dopo la morte di sua madre, Ingemar viene mandato di nuovo in Småland. Il signor Arvidsson intanto era morto; ora Gunnar e Ulla condividono la casa con una numerosa famiglia greca. Gunnar lo accoglie e lo consola come meglio può, ma la casa è così affollata che lo manda a vivere con la Signora Arvidsson in un'altra casa.
Intanto Ingemar diventa oggetto di contesa tra Saga e un'altra ragazza. Quando iniziano a litigare per lui, egli afferra le gambe di Saga e inizia ad abbaiare come un cane. Lei, stufa di questo suo strano comportamento, lo sfida a battersi a boxe, ma, durante l'incontro, per fare un dispetto, gli dice che il suo cane adorato era morto. Questo, insieme alla morte di sua madre, è troppo per lui e si chiude dentro la "casetta estiva" di Gunnar in cortile.
Il tempo passa per Ingemar a riflettere sulla morte della madre, alla perdita del suo cane e ad un mondo migliore. Ingemar usa le esperienze e perdite altrui e proprie per rassegnarsi ad una vita dura. Un giorno la radio trasmette un famoso incontro di boxe dei pesi massimi tra lo svedese Ingemar Johansson e l'americano Floyd Patterson. Quando Johansson vince, tutto il villaggio esplode di gioia, ma Ingemar e Saga si sono già addormentati abbracciati insieme su un divano.

## Distribuzione
Il film è stato distribuito per la prima volta in Svezia il 12 dicembre 1985, ed è stato presentato in anteprima negli Stati Uniti il 1º maggio 1987. Il film è stato un successo di critica e commerciale per il pubblico americano, un'impresa rara per un film in lingua straniera sottotitolato all'epoca. Il successo internazionale del film ha lanciato la carriera hollywoodiana del regista Lasse Hallström, che negli anni successivi avrebbe diretto Buon compleanno Mr. Grape e Le regole della casa del sidro.

## Riconoscimenti
- 1988 - Premi Oscar
  - Candidatura per il miglior regista a Lasse Hallström
  - Candidatura per la migliore sceneggiatura non originale a Lasse Hallström, Reidar Jönsson, Brässe Brannström e Per Berglund
- 1988 - Golden Globe
  - Miglior film straniero
- 1988 - Independent Spirit Awards
  - Miglior film straniero
- 1987 - Premio Robert
  - Miglior film straniero
- 1986: - Guldbagge
  - Miglior film
  - MIglior attore a Anton Glanzelius